# Merionethshire

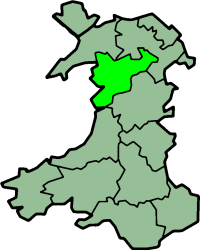
Merionethshires läge i Wales.

Merionethshire (även Merioneth, walesiska Sir Feirionnydd eller Meirionydd), är ett traditionellt grevskap i norra Wales. År 1974 gick det upp i Gwynedd.
Merionethshire är ett vilt romantiskt bergland, vars högsta toppar är Cader Idris (893 meter) och Aran Fawddwy (905 meter). Insjöarna är många, men små; även vattendragen är små. I början av 1900-talet var endast omkring fem procent av arealen bevuxen med säd, så jordbruket var av mindre vikt än ladugårdsskötseln. Vidsträckta skifferbrott har bearbetats. Guld, bly, koppar och mangan har anträffats på flera ställen. Grevskapets huvudstad var Dolgelly.